# Amietia tenuoplicata
Amietia tenuoplicata es una especie de anfibio anuro de la familia Pyxicephalidae.

## Distribución geográfica
Esta especie se encuentra en Usambara, Udzungwa, Uluguru, Ukaguru en Tanzania, Meseta Nyika en Malawi, y las montañas Taita en Kenia. 
Habita entre los 400 y 1740 m sobre el nivel del mar. Vive a orillas de arroyos en los bosques.

## Publicación original
- Pickersgill, 2007 : Frog Search. Results of Expeditions to Southern and Eastern Africa from 1993-1999. Frankfurt Contributions to Natural History, vol. 28, p. 1-575.[4]